# Georg Odéen
Nils Oskar Georg Odéen, född den 22 augusti 1891 i Karlstad, död den 9 augusti 1972 i Stockholm, var en svensk militär och företagsledare.
Odéen blev underlöjtnant vid Värmlands regemente 1911, löjtnant där 1915, vid intendenturkåren 1919, kapten där 1921 och major där 1935. Han var lärare vid Arméns underofficerskola 1927–1936, vid den militära förvaltningskursen 1935–1937 och vid Fackskolan för huslig ekonomi i Uppsala 1927–1937. Odéen var byråchef i arméförvaltningen 1941–1944. Han befordrades till överstelöjtnant 1940, övergick som överste på reservstat 1943 och i reserven 1951. Odéen var verkställande direktör för Stockholms badhus 1942–1957 och för Sveriges tvätteriförbund 1958–1961. Han  blev riddare av Svärdsorden 1932 och av Vasaorden 1943. Odéen vilar på Norra begravningsplatsen utanför Stockholm.